# Чоккетти, Анна
Анна Мария Чоккетти (исп. Anna Maria Ciocchetti) (24 июня 1968, Мадрид, Испания) — известная мексиканская актриса театра и кино итальяно-испанского происхождения.

## Биография
Родилась 24 июня 1968 года в Мадриде в семье джазового музыканта Франко Чоккетти и Валентины Мильян. С детства увлеклась профессиональным моделированием. Училась в Италии в области драматического театра, одновременно с этим окончила Королевскую академию в Лондоне. После окончания учёбы решила связать свою жизнь с Мексикой и ей несказанно повезло, т.е снялась в культовом телесериале Моя вторая мама. После данного успеха её наперебой стали приглашать в театр и кино. Телесериалы Без права на любовь, Волчица (1997), Полюби меня снова, Волчица (2010) и Как говорится также оказались популярными с участием актрисы.

## Фильмография
1
Просыпаться с тобой (сериал, 2016 – ...)
Despertar contigo ... Cintia
2
Online (2014)
... Amiga; короткометражка
3
Несдержанная любовь (сериал, 2014)
Amor Sin Reserva ... Viviana Mendoza
4
Сеньора Асеро (сериал, 2014 – ...)
Señora Acero ... Consuelo
5
Что ты сказал Богу? (2014)
¿Qué le dijiste a Dios? ... Carmen
6
Запретная любовь (сериал, 2013)
Prohibido Amar ... Alicia Cosío
7
Фортуна (сериал, 2013)
Fortuna ... Minerva Constant de Altamirano
8
Лейтенант (сериал, 2012)
La Teniente ... Esmeralda
9
Красные губы (2011)
Labios rojos ... Lucía
10
Сироты (сериал, 2011)
Huérfanas ... Lourdes de la Peña
11
Неприспособленные (2011)
Los inadaptados ... Señora Quiñones
12
Как говорится (сериал, 2011 – ...)
Como dice el dicho ... Kenia
13
Волчица (сериал, 2010)
La Loba ... Noelia Torres Velázquez
14
Полюби меня снова (сериал, 2009)
Vuelveme a querer ... Lorenza Acosta
15
24 кадра ужаса (2008)
24 cuadros de terror ... Mellizas Fantasmas
16
Изменение жизни (сериал, 2007 – ...)
Cambio de vida
17
Пока проходит жизнь (сериал, 2007 – ...)
Mientras haya vida ... Marion
18
Sexo, amor y otras perversiones 2 (2006)
... Woman
19
На грани (2006)
Así del precipicio ... Sandra Romano - Sara Lee
20
Разбитые сердца (сериал, 2005)
Corazón Partido ... Fernanda Medina
21
Ноль на 4 (2004)
Cero y van 4 ... Mónica ('Comida para Perros')
22
Белинда (сериал, 2004)
Belinda ... Lucrecia Fuenmayor de Arismendi
23
Свет женских глаз 2 (сериал, 2003 – 2004)
Mirada de mujer: El regreso ... Sara
24
То, что является любовью (сериал, 2001 – ...)
Lo que es el amor ... Anabel Cantú
25
Все ради любви (сериал, 2000)
Todo por amor ... Regina
26
Волчица (сериал, 1997)
La chacala ... Marina
27
Под кожей (сериал, 1996)
A flor de piel ... Angela (1996)
28
Без права на любовь (сериал, 1996)
Nada personal ... Elsa Grajales
29
Падшая любовь (1995)
El Callejón de los Milagros ... Burdel (в титрах: Ana Cioccietti)
30
Тайные намерения (сериал, 1993)
Las secretas intenciones ... Diana (1993)
31
В поисках рая (сериал, 1993)
Buscando el paraíso ... Lolita
32
Дотянуться до звезды (сериал, 1990)
Alcanzar una estrella ... Sharon
33
Моя вторая мама (сериал, 1989)
Mi segunda madre

## Театральные работы
- Ада
- Аплодисменты для директора
- Дом в чистоте
- Недоверие
- Преступление на острове Коз
- Среди женщин